# Lethrinus obsoletus
Lethrinus obsoletus là một loài cá biển thuộc chi Lethrinus trong họ Cá hè. Loài cá này được mô tả lần đầu tiên vào năm 1775.

## Từ nguyên
Tính từ định danh obsoletus trong tiếng Latinh có nghĩa là "cũ sờn", không rõ hàm ý, có thể đề cập đến sọc màu vàng vàng cam đặc trưng trên cơ thể của loài cá này.

## Phân bố và môi trường sống
L. obsoletus có phân bố tương đối rộng ở vùng Ấn Độ Dương - Thái Bình Dương, từ Biển Đỏ dọc theo Đông Phi trải dài về phía đông đến đảo Wake, quần đảo Marshall và Tuamotu (mặc dù ghi nhận tại các đảo ở Polynésie thuộc Pháp cần được xác minh), ngược lên phía bắc đến quần đảo Ryukyu, giới hạn phía nam đến bờ bắc Úc, Nouvelle-Calédonie và Tonga. Loài này cũng xuất hiện tại vùng biển Việt Nam, bao gồm quần đảo Hoàng Sa và quần đảo Trường Sa.
L. obsoletus sống gần các rạn san hô, trên nền đáy cát, đá vụn và thảm cỏ biển, kể cả trong đầm phá, độ sâu đến ít nhất là 30 m.

## Mô tả
Chiều dài cơ thể lớn nhất được ghi nhận ở L. obsoletus là 60 cm, thường bắt gặp với chiều dài trung bình khoảng 30 cm. Thân màu nâu nhạt hoặc màu ô liu đến nâu thường, nhạt hơn ở bụng. Đầu thường có những vệt sọc nhạt và sậm màu, có khi xuất hiện những đốm trắng bên dưới mắt. Rìa sau nắp mang màu nâu sẫm. Một sọc màu vàng cam nổi bật nằm ở lườn dưới, bên trên và dưới của sọc này có sọc cùng màu nhưng mờ hơn. Các vây có trắng nhạt hoặc nâu nhạt, đôi khi có đốm.
Số gai ở vây lưng: 10 (gai thứ nhất thường dài nhất); Số tia vây ở vây lưng: 9; Số gai ở vây hậu môn: 3; Số tia vây ở vây hậu môn: 8 (tia thứ nhất thường dài nhất); Số tia vây ở vây ngực: 13; Số vảy đường bên: 45–48.

## Sinh thái
Thức ăn của L. obsoletus bao gồm động vật da gai, động vật giáp xác và động vật thân mềm.
Ở Nouvelle-Calédonie, độ tuổi lớn nhất mà L. obsoletus đạt được là 14 năm. Ở Bắc Mariana, L. obsoletus có tuổi thọ trung bình là 13 năm. Còn ở quần đảo Yaeyama, L. obsoletus đạt số tuổi cao nhất, lần lượt là 18 (cá đực) và 21 (cá cái).
L. obsoletus là một loài lưỡng tính tiền nữ phi chức năng, do quá trình chuyển đổi giới tính từ con cái sang con đực xảy ra trước khi chúng trưởng thành.

## Thương mại
L. obsoletus có tầm quan trọng thương mại tương đối nhỏ.